# Domború harmatgomba
A domború harmatgomba (Protostropharia semiglobata) a harmatgombafélék családjába tartozó, a világ nagy részén előforduló, trágyán vagy jól trágyázott legelőkön élő, nem ehető gombafaj.

## Megjelenése
A domború harmatgomba kalapjának átmérője 1-4 cm, alakja fiatalon félgömbszerű, majd domború; közepén kis, lapos púp maradhat. Színe fehéres vagy sárgás, közepe kissé okkeres. Felülete nedvesen nyálkás, szárazon fényes. Húsa vékony, vizenyős, halványsárgás; sérülésre színe nem változik. Íze és szaga kissé uborkáéra emlékeztet.  
A viszonylag távol álló, tönkhöz nőtt lemezek kezdetben anyagsárgásak, éretten ibolyásfeketések, foltosak, élük fehér.
Sórapora bíborbarna. Spórái ellipszis vagy tojásdad alakúak, simák, vastag falúak, méretük 15-19 x 9-11 μm. 
Tönkje 3-8 cm magas és 2-5 mm vastag. Színe fehéres, felszíne nyálkás; néha gyökerező. Keskeny gallérja fiatalon tölcsérszerűen felálló.

## Hasonló fajok
A harangszerű trűgyagombákkal vagy közeli rokonával, a fekete spóraporú, gyűrűjét megtartó gyűrűs harmatgombával lehet összetéveszteni. 

## Elterjedése és élőhelye
Európában és Észak-Amerikában gyakori, de előfordul a Távol-keleten, Dél-Afrikában, Ausztráliában és néhol Dél-Amerikában is. Magyarországon nem gyakori. 
Trágyázott legelőkön, mezőkön, trágyadombokon vagy közvetlenül ló- és tehéntrágyán lehet megtalálni. Májustól októberig terem.

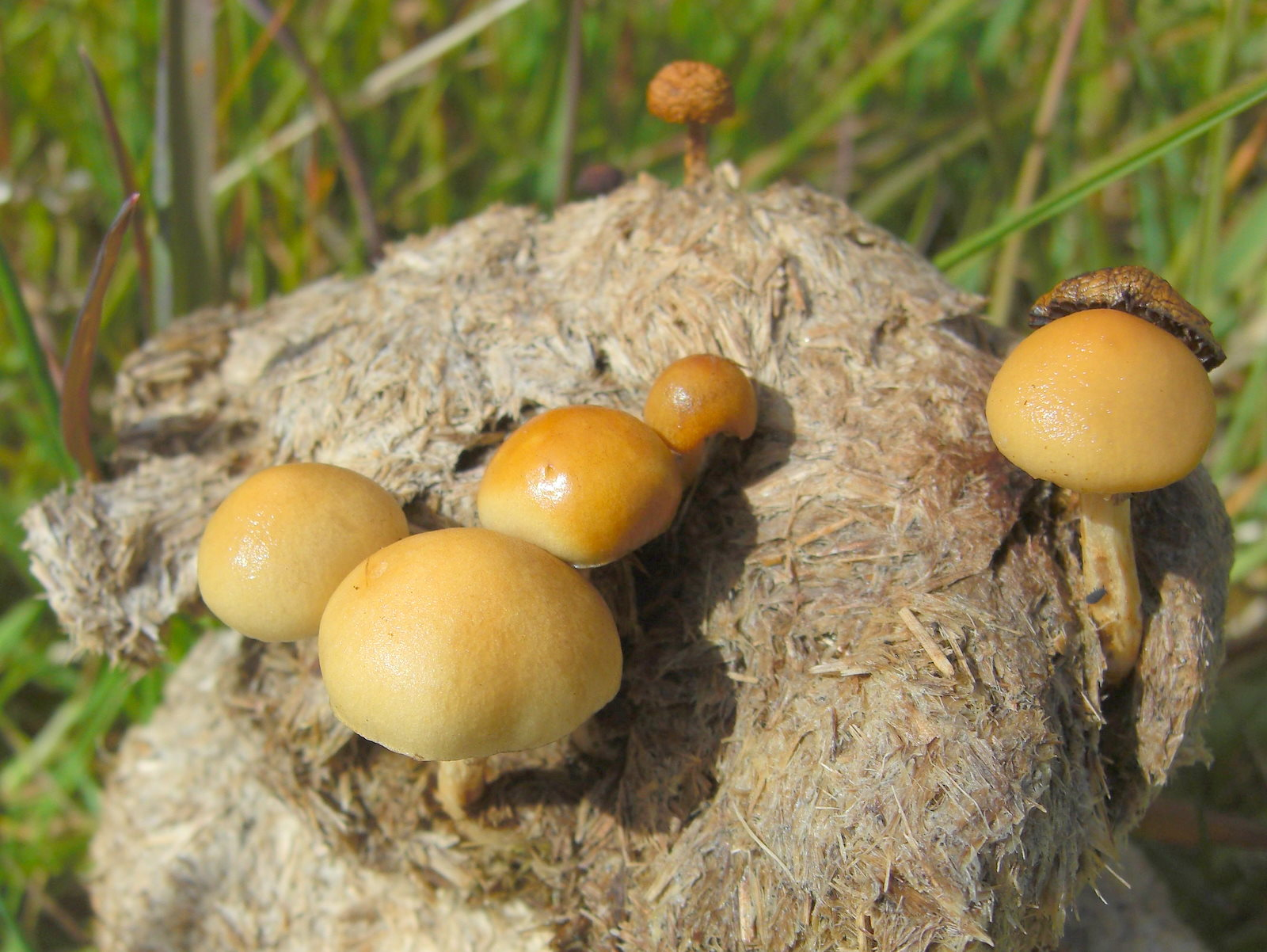
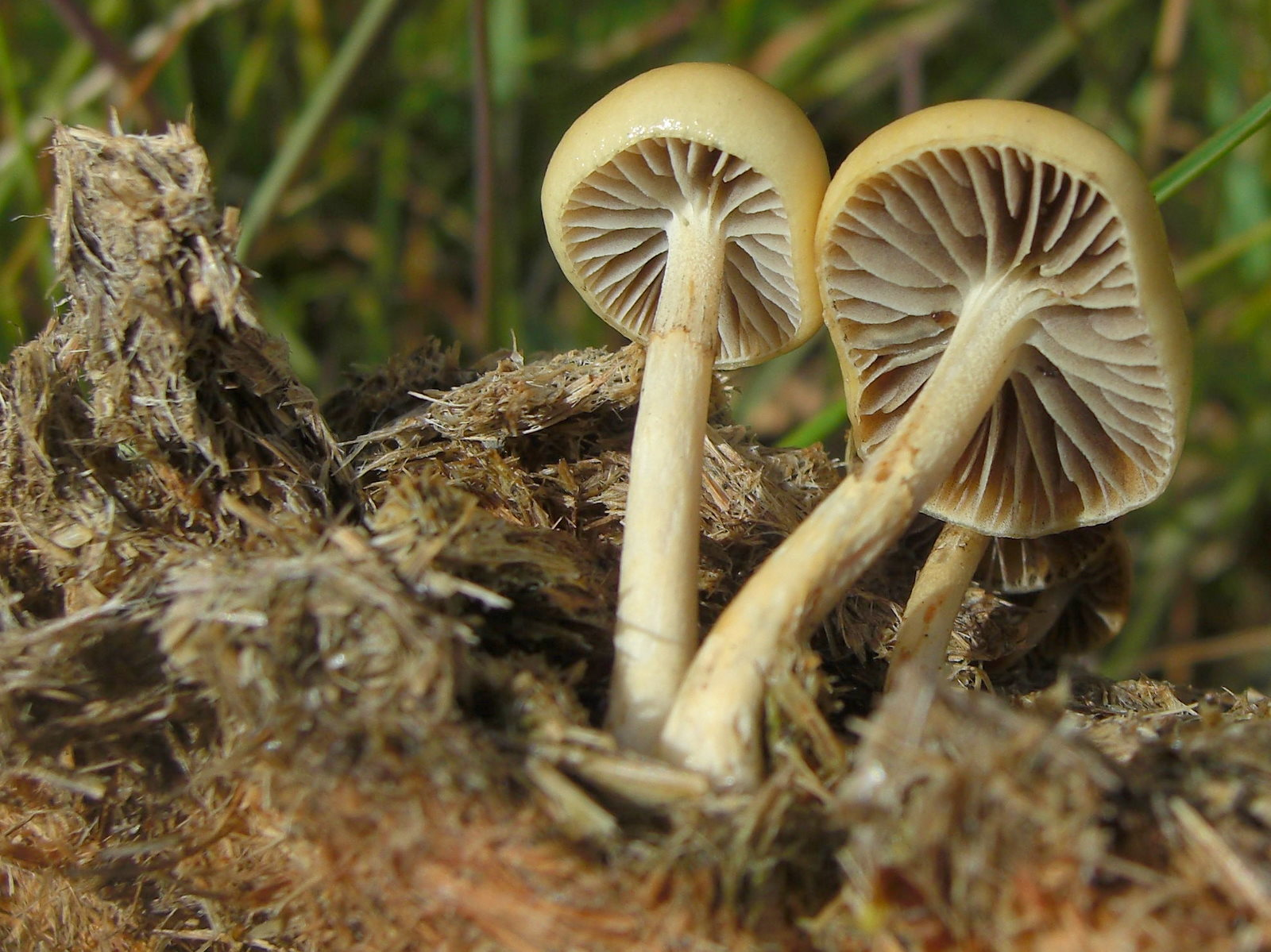
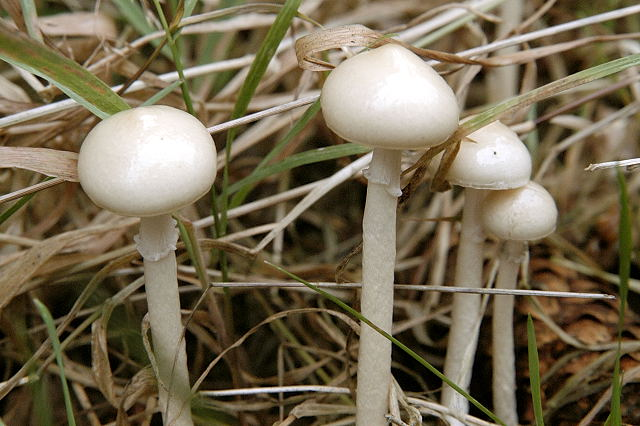
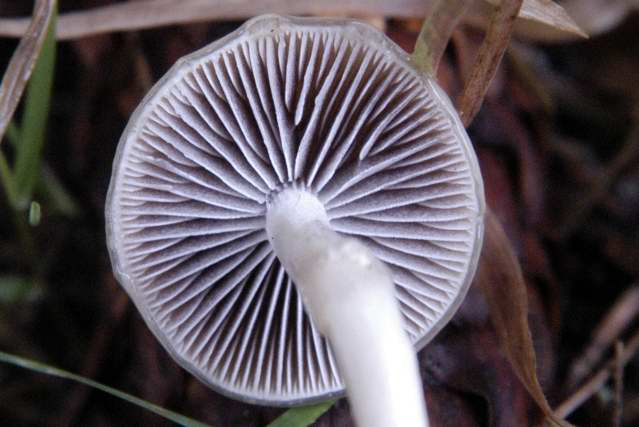
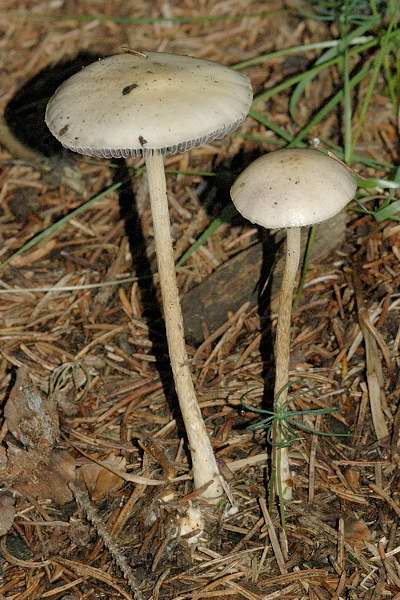

Nem ehető. 